# Peter Birkhofer

Bischofswappen von Peter Birkhofer mit dem Wahlspruch Radicati in caritate („In der Liebe verwurzelt“,)

Peter Birkhofer (* 11. Juni 1964 in Immenstaad am Bodensee) ist ein deutscher römisch-katholischer Geistlicher. Seit April 2018 ist er Weihbischof im Erzbistum Freiburg. In der Deutschen Bischofskonferenz ist er Mitglied der Ökumenekommission und der Migrationskommission.

## Leben
Peter Birkhofer studierte Philosophie und Katholische Theologie an der Albert-Ludwigs-Universität Freiburg und in Rom. 1989 wurde Birkhofer im Priesterseminar in St. Peter zum Diakon geweiht. Er empfing am 11. Mai 1991 im Konstanzer Münster durch den Erzbischof von Freiburg, Oskar Saier, das Sakrament der Priesterweihe.
Anschließend war Birkhofer Pfarrvikar in den Pfarreien St. Bernhard in Karlsruhe und St. Jakob in Hechingen, bevor er zum Promotionsstudium freigestellt wurde. In dieser Zeit war er zudem in den Freiburger Pfarreien St. Johann und St. Cyriak und Perpetua als Seelsorger tätig. 2003 wurde Peter Birkhofer an der Albert-Ludwigs-Universität Freiburg mit der Dissertation „Ars moriendi – Kunst der Gelassenheit“ im Fach Dogmatik zum Dr. theol. promoviert.
Von 2002 bis 2005 nahm Birkhofer einen Lehrauftrag für Spiritualität an der Katholischen Hochschule Freiburg wahr. Im Oktober 2003 wurde er zum Direktor des Zentrums für Berufungspastoral der Deutschen Bischofskonferenz sowie zum Dompräbendar und Domkustos am Freiburger Münster ernannt. 2010 wurde Birkhofer Domkapitular. Von 2010 bis 2016 war er Leiter der Referate Liturgie und Ökumene im Erzbischöflichen Ordinariat Freiburg und ab 2013 zusätzlich Leiter des Referats Weltkirche. Während des Papstbesuchs in Deutschland 2011 leitete er die Organisationsstelle in Freiburg. 2015 wurde er zudem Vorsitzender der Arbeitsgemeinschaft Christlicher Kirchen (ACK) in Baden-Württemberg.
Am 18. Juni 2016 wurde Birkhofer anlässlich der Generalversammlung der Deutschen Assoziation des Souveränen Malteser Ritterordens in einem Pontifikalamt zum Hochfest des Hl. Johannes des Täufers im Münster Unserer Lieben Frau zu Konstanz durch den Assoziationskaplan, den Berliner Weihbischof Matthias Heinrich, sowie den Präsidenten des Malteserordens in Deutschland, Erich Prinz von Lobkowicz, als Magistralkaplan (MagCap) in den Malteserorden aufgenommen.
Am 19. Februar 2018 ernannte ihn Papst Franziskus zum Titularbischof von Villamagna in Tripolitania und zum Weihbischof in Freiburg. Die Bischofsweihe spendete ihm der Erzbischof von Freiburg, Stephan Burger, am 15. April desselben Jahres. Mitkonsekratoren waren der emeritierte Apostolische Nuntius in Belgien und Luxemburg, Karl-Josef Kardinal Rauber, und der Präfekt des Päpstlichen Hauses, Erzbischof Georg Gänswein. Einen Tag später wurde Birkhofer von Erzbischof Burger zum Dompropst ernannt. Außerdem wurde er zum Bischofsvikar für die Bereiche ernannt, für die er bereits vor der Ernennung zum Bischof als Leiter der Hauptabteilung Weltkirche und Ökumene/religiöser Dialog im Erzbischöflichen Ordinariat verantwortlich war.

## Positionen und Amtsführung (Auswahl)
Zu Kritik an der Amtsführung von Weihbischof Birkhofer als dem für die Dommusik verantwortlichen Dompropst führte die im Juli 2024 durch Erzbischof Stephan Burger ausgesprochene Entlassung von Domkapellmeister Boris Böhmann nach 22 Jahren in diesem Amt zum 28. Februar 2025. Medienberichten zufolge sollen langjährige Konflikte und Differenzen Böhmanns mit seiner Stellvertreterin eine Ursache für die Kündigung sein.
Die Entscheidung führte zu Protesten in den Chören des Freiburger Münsters. Während der von Erzbischof Burger zelebrierten Christmette 2024 kam es nach einem Auftritt der Domsingknaben zu fünfminütigem demonstrativem Applaus als Solidaritätsbekundung für Böhmann. Dieser wurde infolgedessen am 30. Dezember 2024 mit sofortiger Wirkung freigestellt. Der Vorstand sowie Elternvertreter der Chöre kritisierten mangelnde Gesprächsbereitschaft des Bistums, was in deren Rücktritt im Januar 2025 mündete. Zahlreiche Sänger stellten ihre Mitarbeit ein und traten der neu gegründeten Chorakademie Freiburg bei, als deren künstlerischer Leiter Böhmann seit Februar 2025 fungiert. Im April 2025 gaben das Erzbistum und Böhmann bekannt, sich außergerichtlich und in bestem „Einvernehmen auf eine Beendigung ihres Arbeitsverhältnisses geeinigt“ zu haben, wobei ein „umfassendes Stillschweigen über den Inhalt der Absprachen vereinbart worden“ sei.

## Schriften
- mit Paulus Terwitte: Ich bin gerufen, Münsterschwarzacher Kleinschriften Band 159 in: Vier Türme Verlag 2007, ISBN 978-3-87868-659-0.
- Ars moriendi – Kunst der Gelassenheit. Mittelalterliche Mystik von Heinrich Seuse und Johannes Charlier Gerson als Anregung für einen neuen Umgang mit dem Sterben (= Dogma und Geschichte. Historische und begriffsgeschichtliche Studien zur Theologie. Bd. 7). Lit, Berlin u. a. 2008, ISBN 978-3-8258-1518-9.